# El extraño caso del hombre y la bestia
El extraño caso del hombre y la bestia es una película argentina del director Mario Soffici estrenada en 1951. 

## Reparto
- Mario Soffici
- Ana María Campoy
- José Cibrián
- Olga Zubarry
- Rafael Frontaura
- Federico Mansilla
- Panchito Lombard
- Arsenio Perdiguero
- Gloria Ferrandiz
- Diana de Córdoba
- Rodolfo Crespi
- Fernando Labat ...Hombre en el cabaret
- Rafael Diserio

El guion fue realizado por Ulyses Petit de Murat, la fotografía por Antonio Merayo, escenografía de Gori Muñoz y dirección musical de Silvio Vernazza. Es una adaptación de la novela El extraño caso del doctor Jekyll y míster Hyde, de Robert Louis Stevenson.

## Premios
- Mejor actor (Mario Soffici) de la Academia de Artes y Ciencias Cinematográficas de la Argentina.
- Mejor actor (Mario Soffici), mejor fotografía de la Asociación de Cronistas Cinematográficos de la Argentina.